# João Carlos Severiano
João Carlos Severiano, ook bekend als Joãozinho (Porto Alegre, 26 september 1941) is een voormalig Braziliaanse voetballer.

## Biografie
Severiano begon zijn carrière in 1960 bij Grêmio. In 1961 speelde hij een tijd voor het Argentijnse Independiente en keerde dan terug naar Grêmio. Ondanks zijn kleine gestalte groeide hij er uit tot een groot speler. Na de komst van Alcindo in 1964 vormde hij een sterk aanvalsduo met hem. Severiano staat in de top tien van topschutters aller tijden van Grêmio. Van 1962 tot 1968 won hij met de club het Campeonato Gaúcho. Na zijn sportieve carrière ging hij de politiek in.
Hij speelde ook twee wedstrijden voor het nationale elftal. In 1966 op de Copa O'Higgins. Hij speelde twee wedstrijden en kon in beide wedstrijden scoren.